# 黃國峻
黃國峻（1971年10月16日—2003年6月20日），臺灣宜蘭縣羅東鎮人。父親是知名作家黃春明。臺北縣私立淡江高級中學畢業。曾獲聯合文學小說新人獎推薦獎。2003年6月20日自縊身亡，享年31歲。
1997年，黃國峻以小說《留白》參加聯合文學獎比賽，評審之一的張大春認為作者「非常老於世故，歷經滄桑，且對世界強烈充滿好奇」，然而其他兩位評審對《留白》文字風格並不欣賞，認為太過像是翻譯，有可能是抄襲，堅持要給這篇作品與另一篇作品同列第一，並平分獎金。張大春一怒之下，自己拿出一萬元做為給該文作者的獎金，並要求列入會議紀錄。頒獎時，張大春才知道作者的身份。

## 作品

### 小說
短篇小說
- 《度外》（聯合文學，2000）
- 《盲目的注視》（聯合文學，2002）
- 《是或一點也不》（聯合文學，2003）

長篇小說
- 《水門的洞口》（聯合文學，2003）

### 散文集
- 《麥克風試音：黃國峻的黑色talk集》（聯合文學，2002）

## 相關資料
- 陳芳明〈世紀末寓言的寫手──黃國峻〉 （页面存档备份，存于），《聯合文學》（2009年8月）
- 黃春明，〈國峻不回來吃飯〉 （页面存档备份，存于）
- 袁哲生，〈遙遠的哭聲──悼黃國峻〉

### 腳註
1. ↑  〈黃國峻追思茶聚樂聲伴花香 黃春明溫馨告別愛子〉 （页面存档备份，存于）《自由時報》，記者趙靜瑜，2003-06-30
2. ↑  〈作家之死 黃國峻懸樑輕生〉 （页面存档备份，存于），《聯合報》，記者徐彥平，2004-10-24
3. ↑  陳文芬. . 2003-06-21. 黃國峻一九九七年參加聯合文學獎比賽作品「度外」，當時沒有人知道他是誰，評審之一的張大春昨天回憶說，這篇作品不在乎情節，而是每一個人物後面複雜的動機，認為作者是「非常老於世故，歷經滄桑，且對世界強烈充滿好奇」，然而當時的其他兩位評審對於他有如翻譯作品的文字感到困惑，甚至認為有可能是抄襲。張大春以「此說缺乏證據」駁回，最後，評審們仍堅持要給這篇作品與另一篇作品同列名第一平分獎金，令張大春不快，他掏出評審費一萬元，丟在桌子上，將獎金補給「度外」作者，且要求列入會議紀錄。頒獎典禮前，張大春意外得知，原來這個作者居然只是高中生，然後，發現他竟是黃春明的兒子。張大春在這次文學獎評審的慧眼獨具與黃國峻的浮出文壇，共同成為一個佳話，後來，黃春明曾開懷地帶著一萬元與張大春打牌，那又是非常典型小說家們之間美好、義氣的故事。

## 外部連結
- 國家圖書館-當代文學史料系統[永久]
- 宜蘭縣藝文作家資料庫[永久]